# Giacomo Lazzarini
Giacomo Lodovico Lazzarini, též Lazarini (25. srpna 1840 Labin – 12. února 1900 Labin) byl rakouský šlechtic a politik italské národnosti z Istrie, v 2. polovině 19. století poslanec Říšské rady .

## Biografie
Pocházel ze staré benátské rodiny. Jeho strýcem byl právník a novinář Josef Philibert Lazarini (1816–1895). Giacomo působil jako starosta domovského Labinu (italsky Albona). Byl prezidentem zemědělského spolku. V roce 1871 spoluzakládal spolek pro vzájemnou pomoc. Inicioval vysazení piniových hájů v okolí Albony. Podílel se na italském národním hnutí. V Alboně založil pobočku vlasteneckých organizací Pro Patria a Lega Nazionale.
Zasedal i jako poslanec Říšské rady (celostátního parlamentu Předlitavska), kam nastoupil ve volbách roku 1879 za kurii velkostatkářskou v Istrii. Rezignaci oznámil dopisem 11. února 1883. Ve volebním období 1879–1885 se uvádí jako baron Jacob von Lazzarini, statkář a starosta, bytem Labin.
Uvádí se jako italský národní poslanec. Na Říšské radě usedl nejprve do staroněmeckého Klubu liberálů. Koncem roku 1882 přešel do nově založeného Coroniniho klubu, který se snažil o politiku vstřícnější vládě.